# 유엔 안전 보장 이사회 결의 제1695호

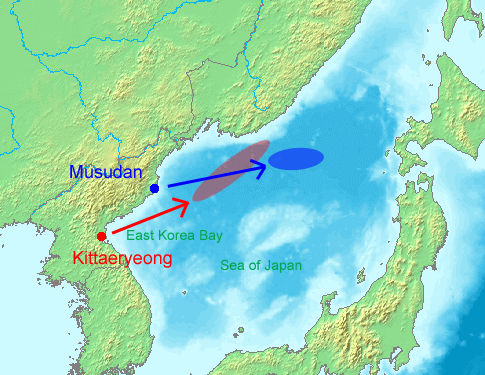

유엔 안전 보장 이사회 결의 제1695호는 2006년 조선민주주의인민공화국의 NPT 탈퇴 재고를 요구했으며, 만장일치로 통과되었다. 2006년 7월 15일에 채택되었다.

## 상세
미국과 프랑스, 영국과 일본은 북한에 대한 강력한 제재를 부과하는데 사전에 합의하였으며, 반대로 중국과 러시아는 북한에 대한 느슨한 제재를 부과하는데 의견을 모았다.
결의안 발표 직후, 북한은 47분만에 박길연 대사의 성명을 통해서 결의안에 대한 비판을 하였다.

## 같이 보기
- 유엔 안전 보장 이사회 결의